# Menonvillea cicatricosa
Menonvillea cicatricosa är en korsblommig växtart som först beskrevs av Rodolfo Amando Philippi, och fick sitt nu gällande namn av Reed Clark Rollins. Menonvillea cicatricosa ingår i släktet Menonvillea och familjen korsblommiga växter. Inga underarter finns listade i Catalogue of Life.